# San Pol de Mar
San Pol de Mar (oficialmente en catalán: Sant Pol de Mar) es un municipio y localidad española de la provincia de Barcelona, en la comunidad autónoma de Cataluña. El término municipal, ubicado en la comarca del Maresme, en la costa mediterránea, tiene una población de 5834 habitantes (INE 2024).

## Geografía
La localidad está situada en el litoral, entre Calella y Canet de Mar. Integrada en la comarca de El Maresme, se sitúa a 50 km de Barcelona. El término municipal está atravesado por la autopista del Maresme (C-32), además de por la antigua carretera N-II, entre los pK 662 y 665, y por la carretera local que permite la comunicación con San Cipriano de Vallalta. 
El relieve del municipio está caracterizado por la franja litoral de El Maresme entre Calella y Canet de Mar y por las primeras elevaciones del macizo del Montnegre. Cerca del núcleo urbano se encuentra la desembocadura de la riera de Villalta o de San Pol. La altitud oscila entre los 223 m y el nivel del mar, destacando el Turó de Can Tiril (197 m) cerca del límite con San Cipriano de Vallalta. El pueblo se alza a 6 m sobre el nivel del mar.
| Noroeste: San Cipriano de Vallalta | Norte: San Cipriano de Vallalta | Noreste: Calella          |
| Oeste: Canet de Mar                |                                 | Este: Calella             |
| Suroeste: Canet de Mar             | Sur: Mar Mediterráneo           | Sureste: Mar Mediterráneo |

## Historia
Esta localidad costera surgió en torno al monasterio de San Pablo, en el siglo X. Hacia mediados del siglo XIX, el lugar, perteneciente ya por entonces al municipio de Ciudad Real, tenía contabilizada una población de 986 habitantes. La localidad aparece descrita en el decimotercer volumen del Diccionario geográfico-estadístico-histórico de España y sus posesiones de Ultramar de Pascual Madoz de la siguiente manera:

POL DE MAR (San): l. con ayunt. en la prov., aud terr., c. g. de Barcelona (6 1/2 leg.), part. jud. de Arenis de Mar (1 1/2), dióc. de Gerona. sit. en la costa del Mediterráneo, con buena ventilacion y clima templado y saludable. Tiene 210 casas; la consistorial y cárcel, reunidas en un mismo local; escuela de instruccion primaría, dotada con 853 rs., concurrida por 40 alumnos; una igl. parr. (San Jaime), servida por un vicario; al estremo de la pobl. se halla el cementerio, y una ermita dedicada á San Pablo. El térm. confina N. San Ciprian de Villalta; E. Calella; S. el mar, y O. Canet de Mar. El terreno es arenoso, de mala calidad; le cruza la carretera de Barcelona á Gerona, llamada de la Marina, y otros caminos locales. El correo se recibe de la cab. del part. prod.: trigo, legumbres, vino y aceite; cria algun ganado y caza. ind.: fáb. de aguardiente, de blondas, encajes, medias de algodon y marineria. comercio: esportacion de frutos sobrantes y productos de la ind., é importacion de los art. que faltan. pobl.: 174 vec., 986 alm. cap. prod.: 3.938,000. imp.: 98,450.
(Madoz, 1849, p. 99)

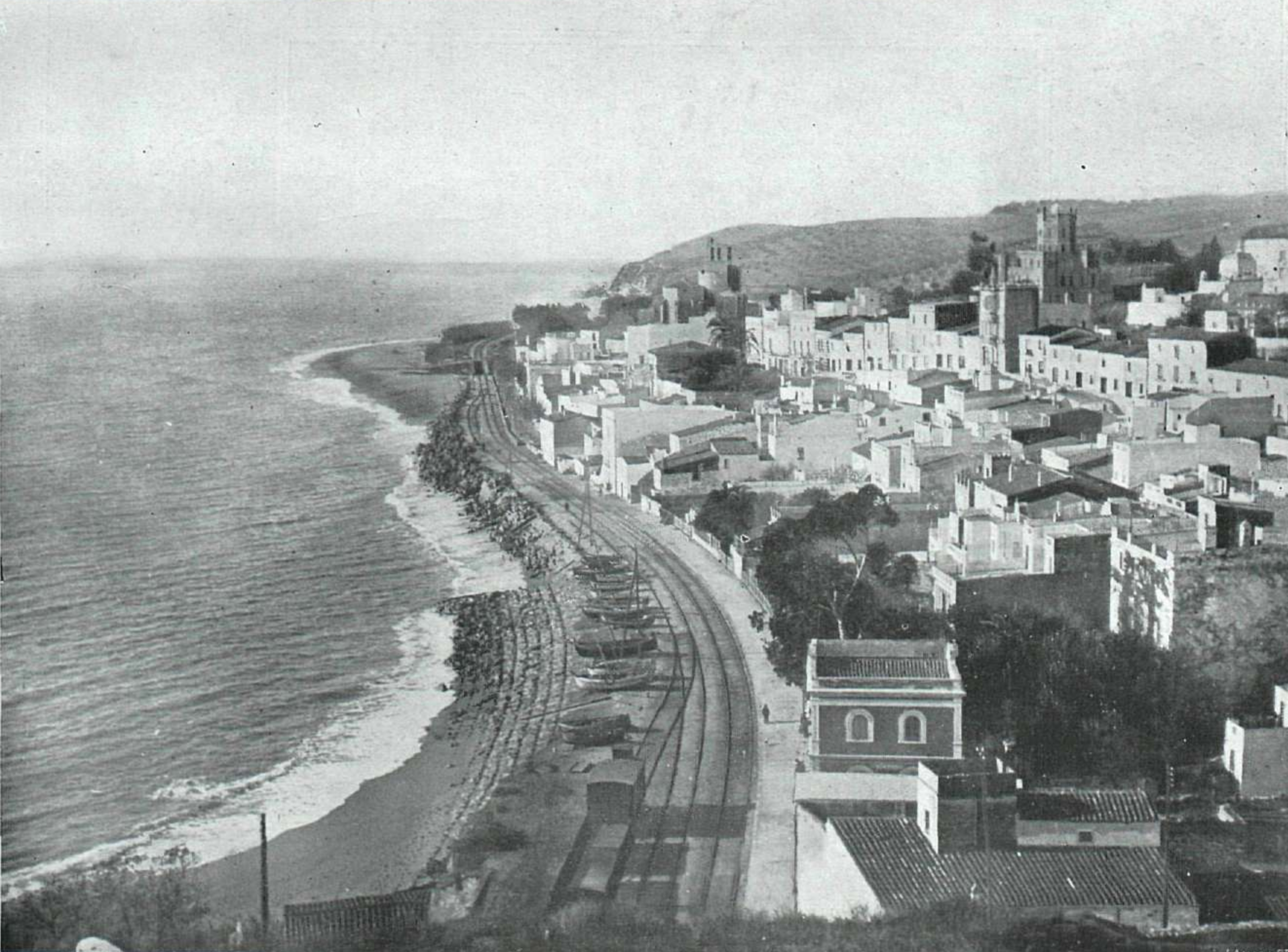
Vista de San Pol de Mar (La Esfera, 1924)

Tradicionalmente fue una villa de humildes pescadores hasta que hacia finales del siglo XIX y principios del XX y gracias a la presencia de la línea de ferrocarril del Maresme fue descubierta por la burguesía y clases bienestantes catalanas, que la eligieron como lugar de veraneo por su encanto y proximidad con Barcelona. Por eso aún se encuentran presentes en San Pol de Mar las residencias estivales de estas familias, así como algunas casas modernistas.

## Demografía
San Pol de Mar cuenta con una población de 5834 habitantes (INE 2024).
| Gráfica de evolución demográfica de San Pol de Mar entre 1842 y 2021 |
| |
| Población de derecho según los censos de población del INE. Población de hecho según los censos de población del INE.En estos censos se denominaba San Pol de Mar: 1842, 1857, 1860, 1877, 1887, 1897, 1900, 1910, 1920, 1930, 1940, 1950, 1960, 1970 y 1981. |

## Comunicaciones

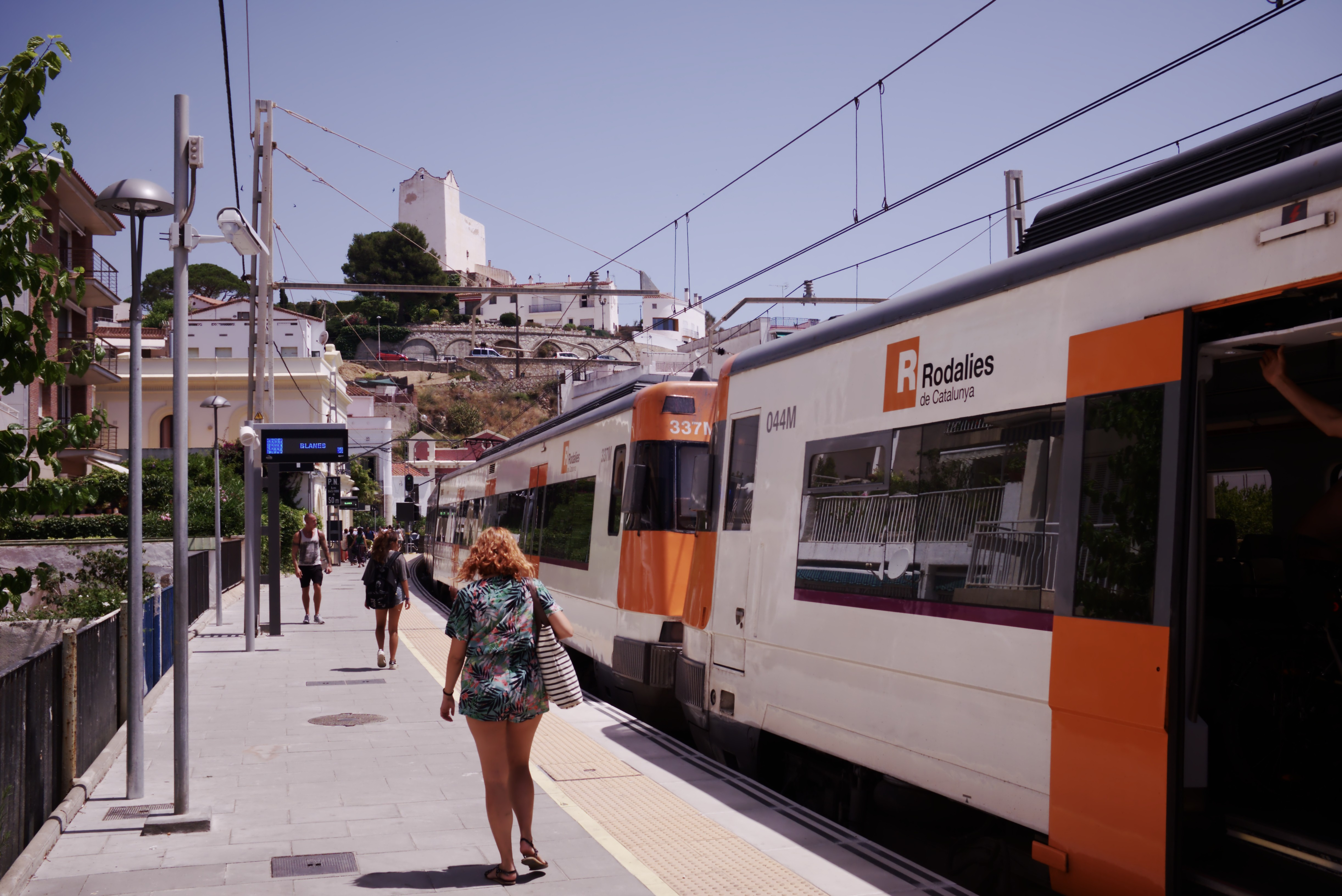
Estación de tren de San Pol de Mar

El municipio está atravesado por la carretera N-II y por la línea de ferrocarril del Maresme que siguen la línea de costa. También se encuentra próximo (unos 4 km) a la autopista C-32.

## Economía
Esta pequeña población basa actualmente su economía en el turismo aunque no están masificados en ella los hoteles de gran capacidad sino más bien dedicados a un turismo familiar de medio-alto nivel adquisitivo. También cabe destacar la industria pastelera, de gran renombre en la zona. Cabe remarcar que hacia la segunda mitad del siglo XX se desarrolló en este pueblo señorial una industria dedicada a la producción de frenos para la automoción cuyo máximo exponente fue la empresa Frenos Sauleda. Esta industria prosperó hasta principios del presente siglo cuando la citada empresa se trasladó hacia polígonos industriales exteriores al núcleo urbano propiamente dicho de San Pol de Mar.
En 1966 se fundó en San Pol de Mar el primer hotel-escuela universitario europeo, que derivó en la actual Escuela Universitaria de Hotelería y Turismo de San Pol (EUHT ST POL), y que cuenta en la actualidad con más de 200 alumnos internacionales y gran prestigio en el sector hotelero. Allí se pueden cursar estudios de grado universitario oficial de Dirección Hotelera Internacional, así como Gastronomía y Cocina. Algunos de los antiguos alumnos de Sant Pol tienen ya su estrella Michelin, como Ramón Freixa. 
En San Pol de Mar también estaba el conocido restaurante Sant Pau, un establecimiento con tres estrellas Michelin que atraía numerosos visitantes a este municipio. El Sant Pau se cerró en 2018. Su propietaria Carmen Ruscalleda, es la cocinera con más estrellas Michelin del mundo.

## Patrimonio

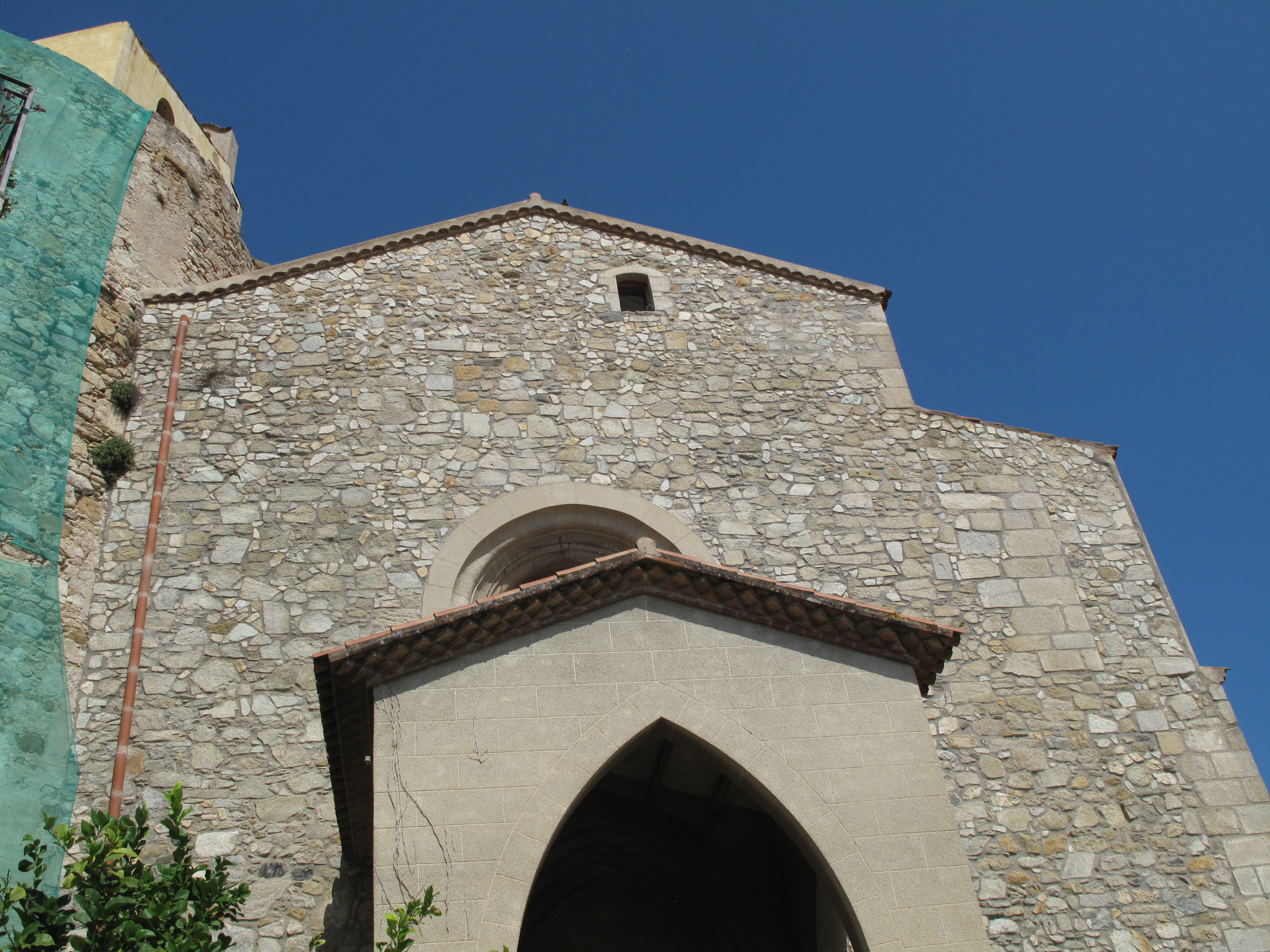
Iglesia de San Jaime

En la localidad se encuentra la iglesia de San Jaime, de estilo gótico tardío. En el municipio también está ubicada la ermita de San Pablo, de estilo románico, con bóvedas góticas.

## Galeria

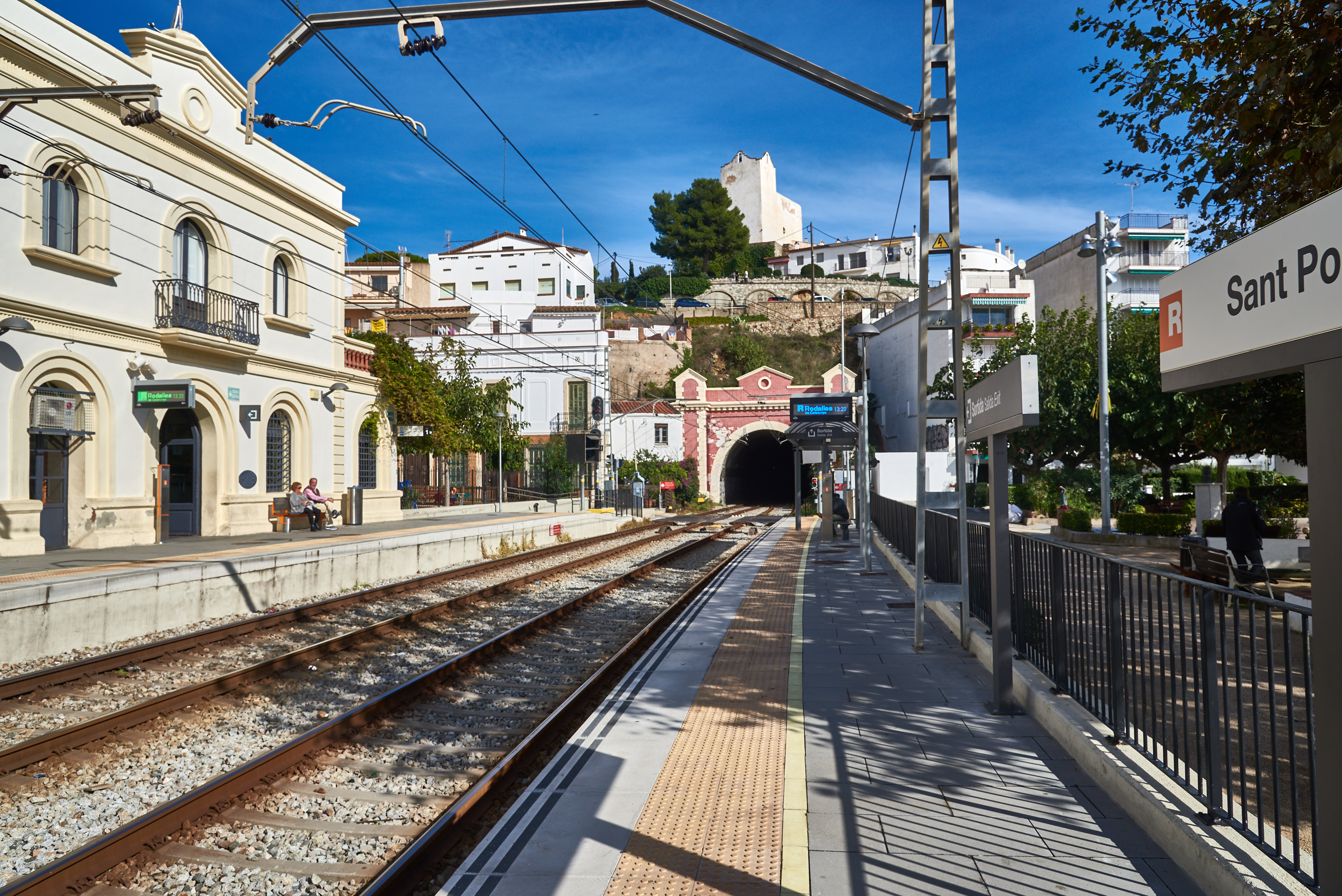
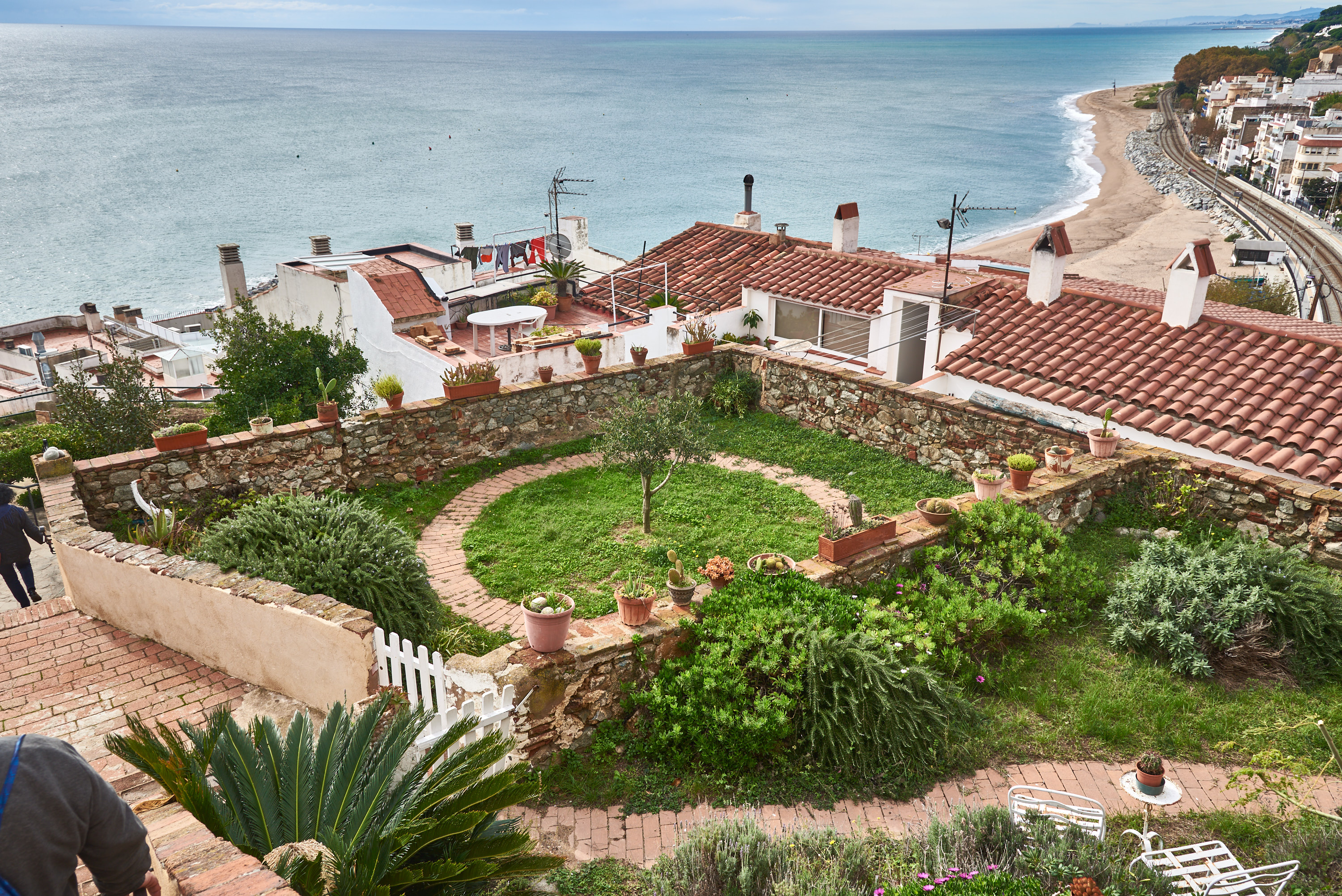
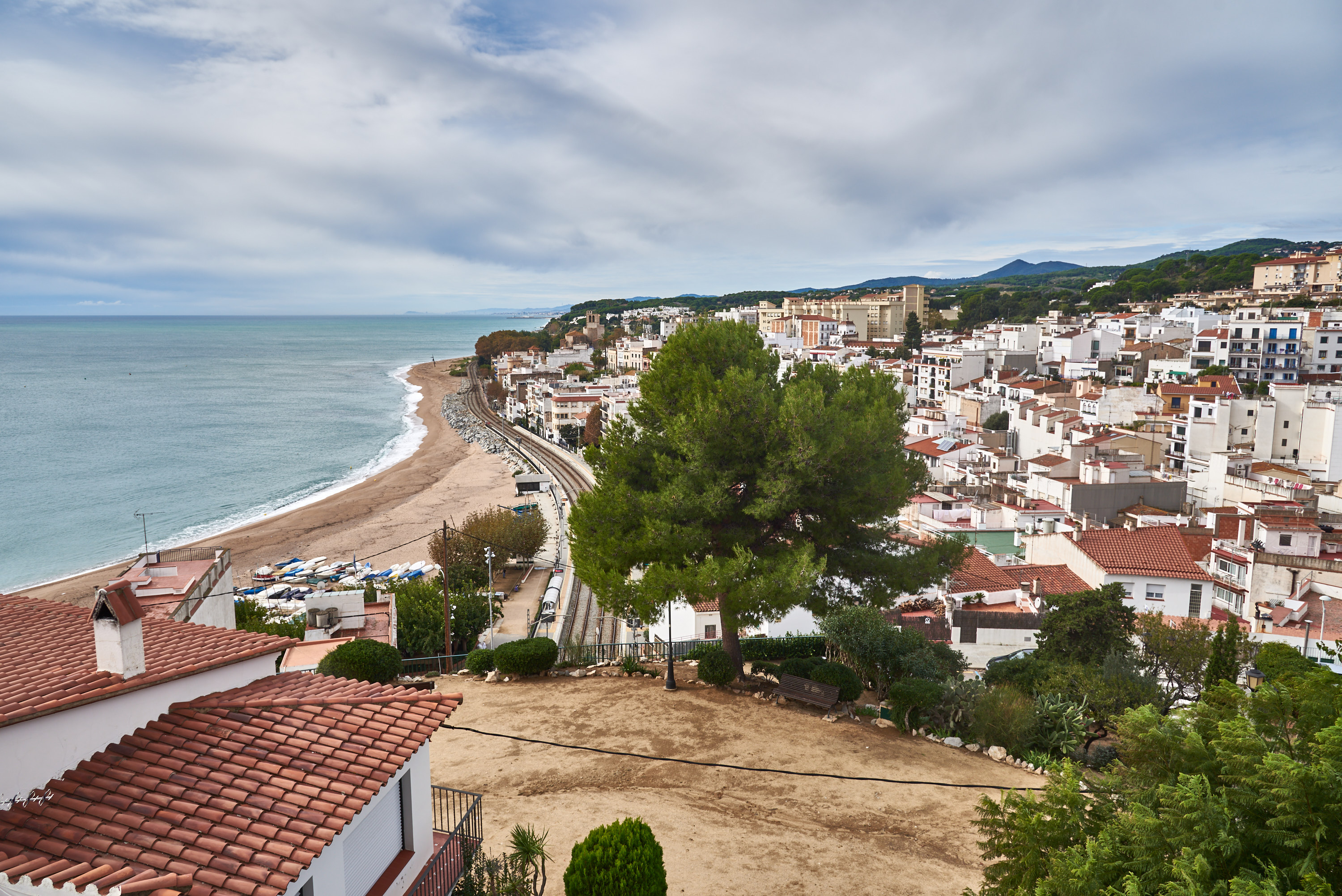
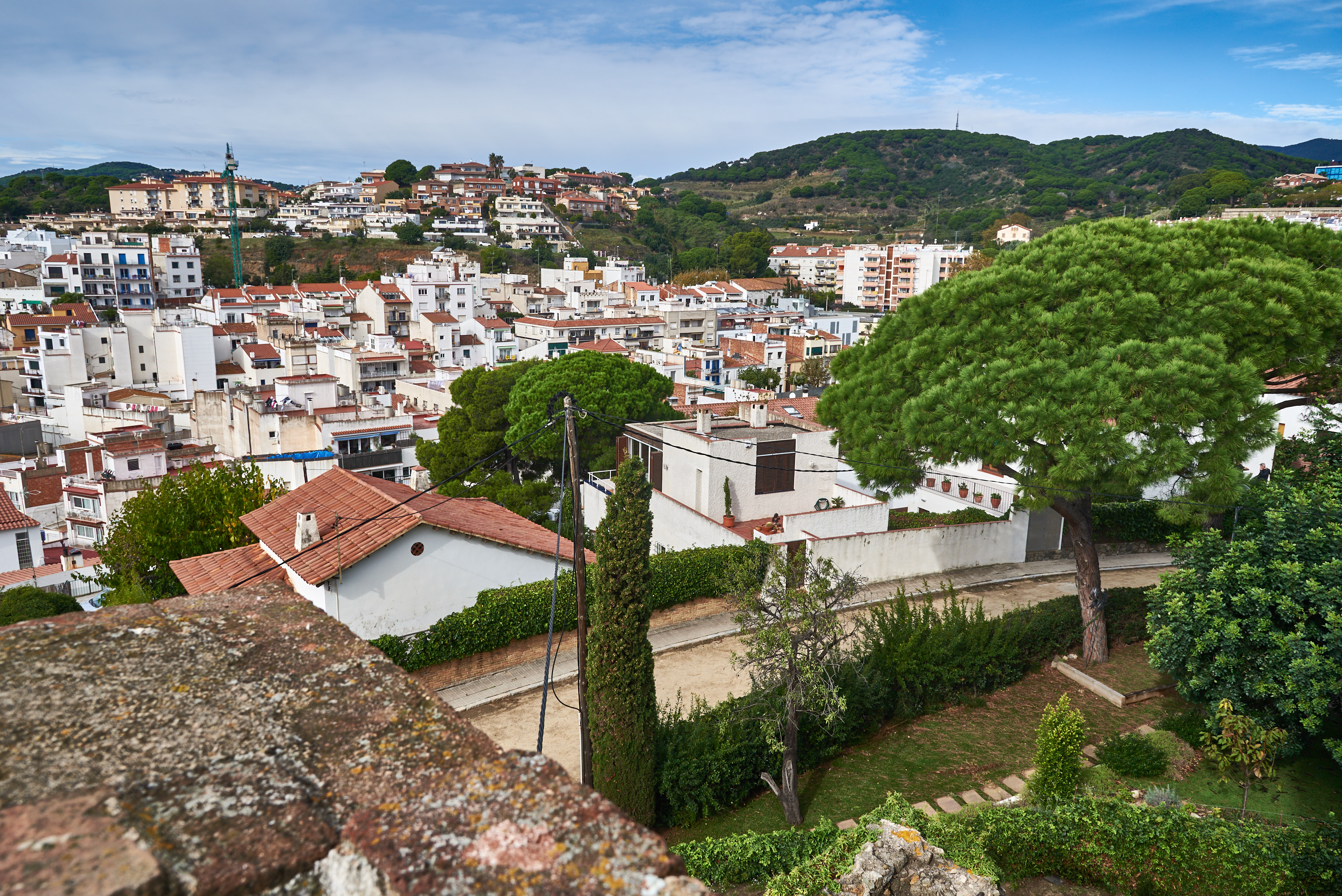
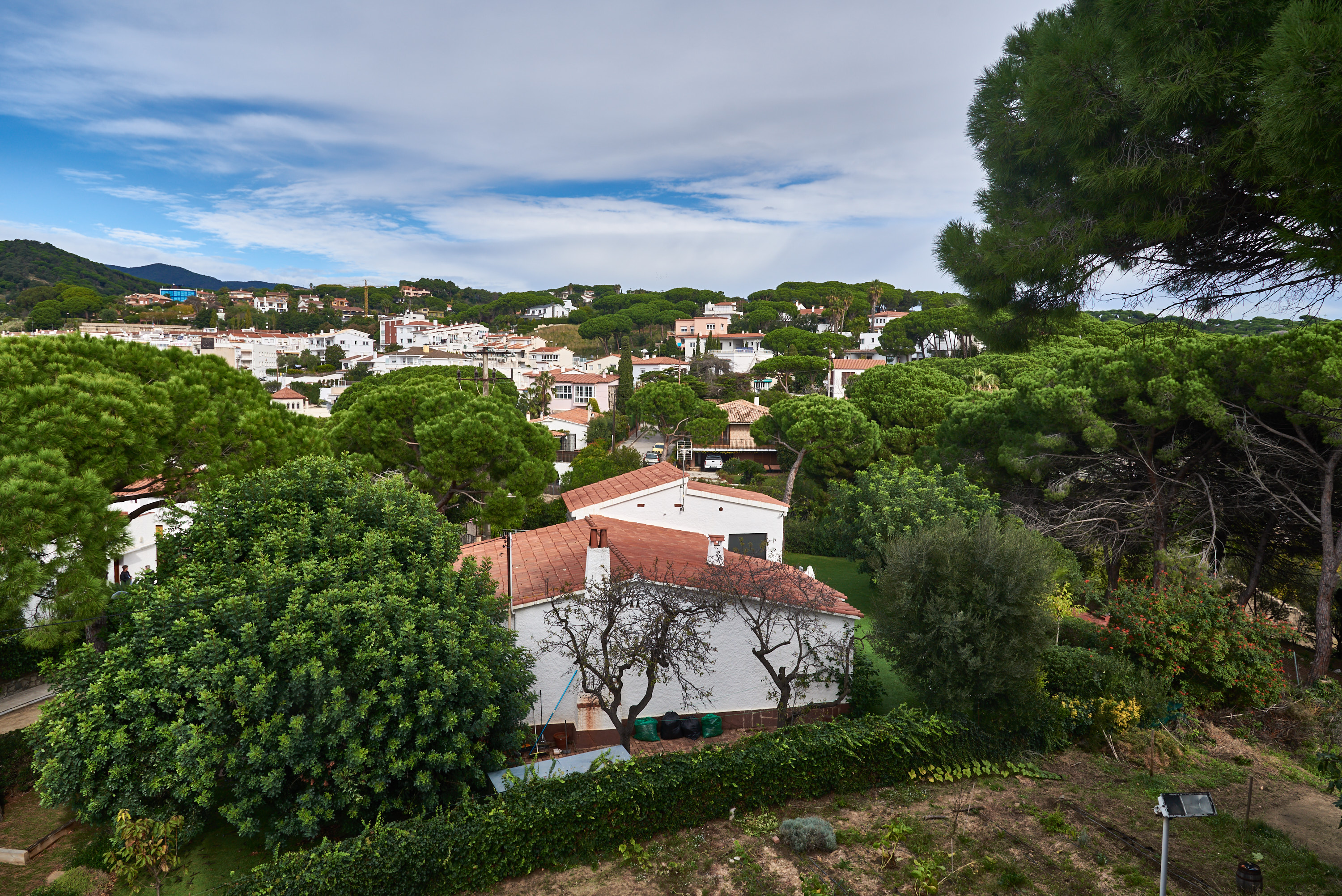
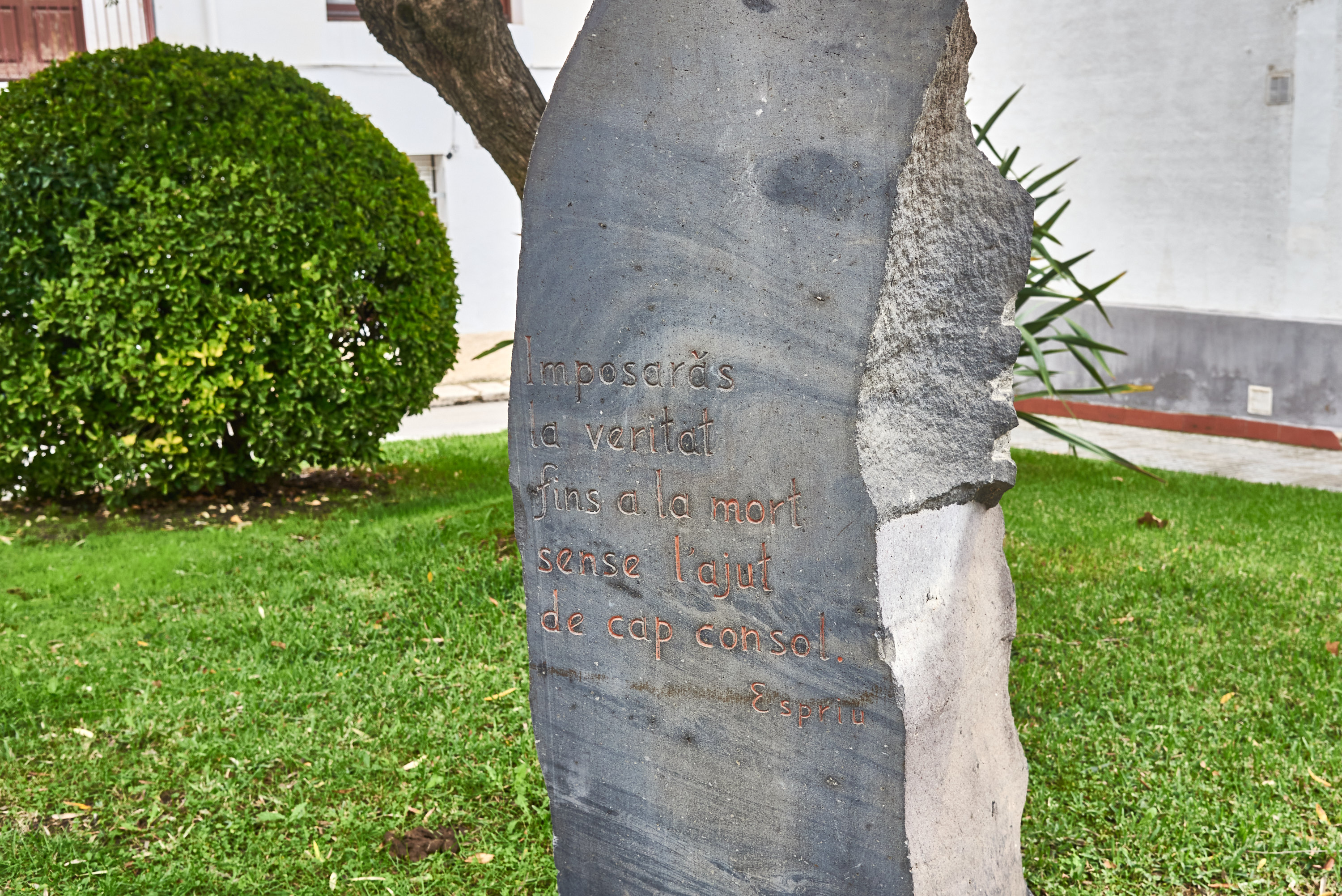

## Hermanamientos
- Andorra la Vieja (Andorra)